# Caphornia ochricraspia
Caphornia ochricraspia là một loài bướm đêm trong họ Noctuidae.